# Mary Lou McDonald
Mary Lou McDonald (født 1. maj 1969 i Dublin) er en irsk politiker.

## Politisk karriere
McDonald var medlem af Europa-Parlamentet fra 2004 til 2009.
Hun har været medlem af Dáil Éireann siden 2011.

## Weblinks
- Wikimedia Commons har flere filer relateret til Mary Lou McDonald
- Mary Lou McDonald auf der Website des irischen Parlaments
- Eintrag auf der Website der Sinn Féin Arkiveret 10. februar 2020 hos  Wayback Machine